# Patrizia Bach

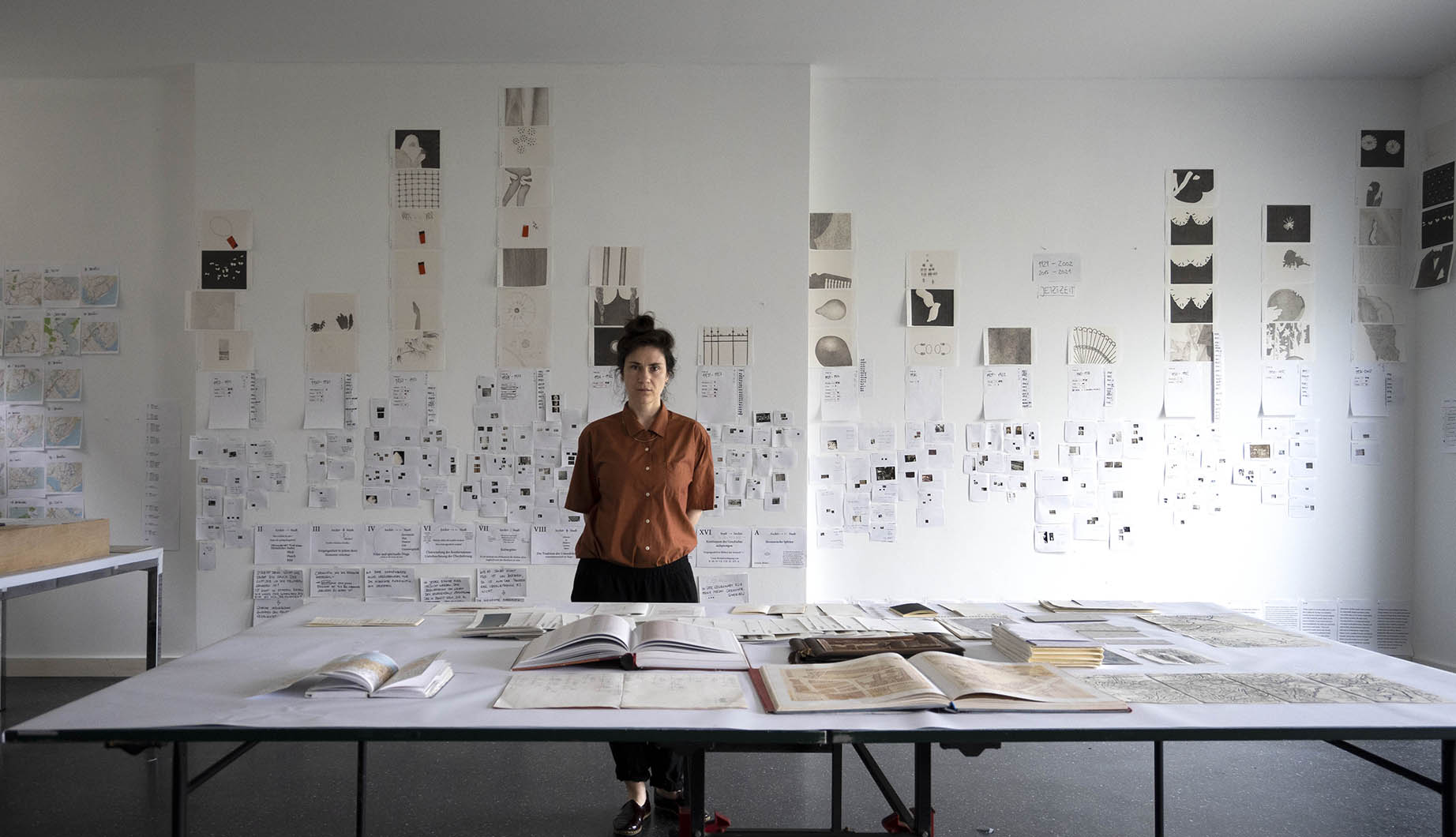
Patrizia Bach in der Kulturakademie Tarabya, Istanbul 2021

Patrizia Bach (* 1983 in München) ist eine bildende Künstlerin. Sie lebt und arbeitet in Berlin und zeitweise in Istanbul.

## Leben und Werk
Bach studierte von 2005 bis 2008 visuelle Kommunikation an der Universität der Künste Berlin und von 2008 bis 2012 an der Kunsthochschule Berlin-Weißensee. 2010/11 studierte sie im Rahmen des Erasmus-Austauschprogramms bildende Kunst an der Marmara-Universität Istanbul. 2014 war sie Meisterschülerin bei Nanne Meyer.
Bachs Medium ist die Zeichnung, wobei sie für ihre langjährigen, meist forschenden Ansätze auch andere Medien mit einbezieht. Unter anderem wandert sie, schreibt, dokumentiert, fotografiert, sammelt und archiviert.
Seit 2007 reist sie für ihre Projekte oft mehrere Monate im Jahr, u. a. nach Italien, Moskau, Bolivien, Paris und seit 2010 immer wieder nach Istanbul.
Zwischen 2012 und 2018 arbeitete Bach an einem vielschichtigen Projekt zu Walter Benjamins Passagen-Werk, zu dem sie eine eigene Online-Publikation mit der Neusortierung des Textes herausgab. Die zugehörige Publikation Passagen-Arbeit (in zwei Bänden) umfasst einen Walter Benjamin Paris-Stadtplan, Abbildungen von ca. 90 zugehörige Zeichnungen und Texte von Kathrin Busch und Knut Ebeling. Sie wurde von der Katalog-Förderung der Stiftung Kunstfond unterstützt. 2021 wurde Bach für ihre Passagen-Arbeit als erste Künstlerin mit dem Prix Walter Benjamin nominiert.
Bachs Zyklus Passagen-Arbeit wurde 2020 komplett in die Sammlung der Berlinischen Galerie aufgenommen.
Seit 2015 arbeitet Bach zu Walter Benjamins Thesen zum Begriff der Geschichte in Istanbul und forscht mit dem Text zur Umbenennung der Straßennamen und unternimmt lange Wanderungen auf Grundlage alter Familienfotografien, die sie auf den Straßen Istanbuls findet.
Zwischen 2015 und 2016 initiierte sie dazu ein Gruppen-Ausstellungsprojekt, das Türkische und Deutsche Künstler und Gestalter für ein Jahr dazu einlud, die Stadt kollektiv zu bewandern und den Text vor Ort gemeinsam zu lesen. Die von Bach konzipierte Ausstellung und das zugehörige Symposium wurden 2016 bei DEPO, Istanbul gezeigt. Das Projekt wurde vom Goethe-Institut Istanbul, von Halka-Sanat und vom Kultur-Austauschstipendium des Berliner Senats gefördert. 2021 war Patrizia Bach mit dem Projekt Gast der Kulturakademie Tarabya, Istanbul.
Seit ca. 2006 sammelt, archiviert und reorganisiert Bach ihr eigens aufgebautes Archiv von fremden Familienfotografien. Das TOMIKO Archiv umfasst ca. 500.000 Fotografien, vorwiegend deutschen Ursprungs. Zu dem TOMIKO Archiv entstehen unterschiedliche Projekte, die die Künstlerin allein oder in Zusammenarbeiten ausführt. 2018 war sie mit dem Projekt Gast der Akademie Schloss Solitude. Die Online-Publikation des TOMIKO Archivs, wurde 2021 auf der Biennale für Freiburg veröffentlicht.
2018 gründeten Regina Dürig und Bach das Künstlerinnen-Duo Dürig/Bach und arbeiten seitdem in mehreren gemeinsamen Projekten zwischen Text und Zeichnung.
Bach war 2020 Gastprofessorin am Institut für angewandte Theaterwissenschaften, Gießen.
2019 und 2020 hielt sie Workshops und Vorträge an den Kunsthochschulen Burg Giebichenstein (Halle) und der Hochschule der Künste Bern. 2022 war sie Lehrbeauftragte im Bereich kunstbezogene Theorie an der Kunsthochschule Mainz.

## Preise und Stipendien

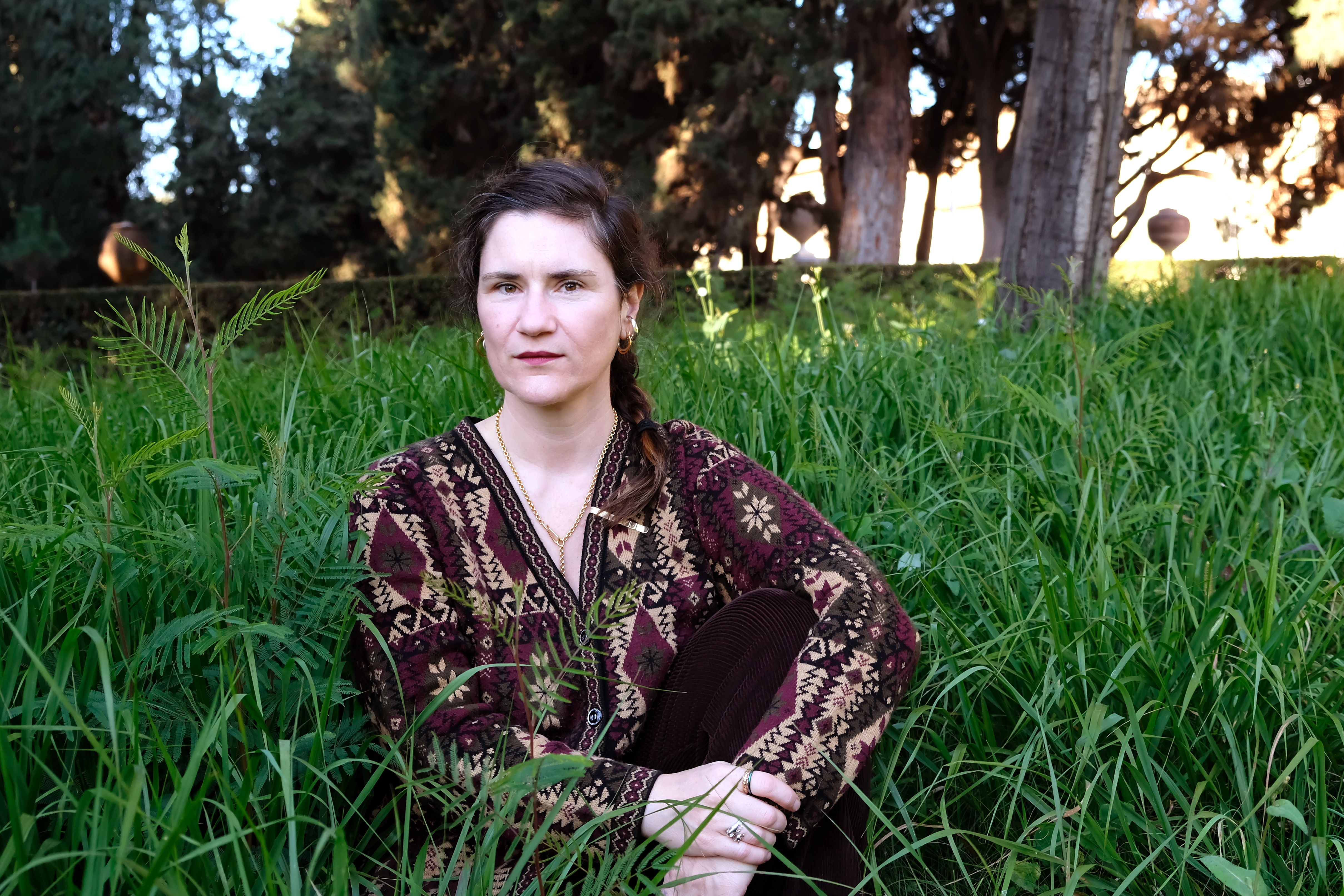
Patrizia Bach, 2024

- 2012: Goethe-Institut, Moskau und NCCA, (National Center for Contemporary Art, Nishny Novgorod, RU)
- 2014: Stiftung Kunstfonds, Bonn (Katalogförderung)
- 2013: Nafög Stipendium des Landes Berlin
- 2015: DAAD-Stipendium (Bildende Kunst)
- 2016: Kulturaustausch-Stipendium des Berliner Senats
- 2016: Goethe-Institut, Istanbul
- 2017: Recherche-Stipendium des Berliner Senats[11]
- 2018: Akademie Schloss Solitude, Stuttgart[12]
- 2018: Stiftung Buchkunst, Shortlist der schönsten deutschen Bücher (Patrizia Bach: Passagenarbeit / Gestaltung: Patrizia Bach, Revolver Publishing, Berlin)
- 2018: Atelierbesuch der Förderkommission Bildende Kunst des Berliner Senats
- 2021: Initial-Stipendium der Akademie der Künste, Berlin[13]
- 2021: Kulturakademie Tarabya, Istanbul (Residenz, 8 Monate)[14]
- 2021: Nominierung für den Prix Walter Benjamin, Frankreich[15]
- 2021: BBK-Atelierförderung, Berlin
- 2023: NEUSTARTplus Stipendium, Stiftung Kunstfond[16]
- 2024: Villa Serpentara, Olevano Romano, Stipendium der Akademie der Künste, Berlin[17]
- 2024: 1. Preis, Kunst am Bau Wettbewerb, Bundesanstalt für Immobilienaufgaben (Elisabeth Selbert Haus, Berlin) für die Arbeit Trotzdem küsse ich deine Nasenspitze[18]

## Ausstellungen (Auswahl)

### Einzelausstellungen
- 2015: Einzelausstellung, Projektraum LOTTE, Stuttgart, Passagen-Arbeit (in Kooperation mit der Ausstellung Der Wert des Originals im Deutschen Literatur Archiv, Marbach)
- 2018: DEPO, Istanbul, Archive Works / Arsiv Isleri
- 2022: Pavillon am Milchhof, Berlin, mit Regina Dürig, Zum Konvolut F119 (A.T.)

### Gruppenausstellungen
- 2012: Passagen-Arbeit (Diplom-Ausstellung), Akademie der Künste, Berlin
- 2016: Past, in Each of its Moments be Citable – an Exhibition Project on Walter Benjamin’s Concept of History in the City of Istanbul, DEPO Istanbul, Türkei[19]
- 2017: Zeichensprache(n). Zeichnerinnen und Zeichner der Kunsthochschule Berlin-Weißensee, Galerie Parterre, Berlin[20]
- 2020: Cantonale Berne Jura, Kunsthaus Langenthal (Schweiz)[21]
- 2020: Die gezeichnete Stadt, Berlinische Galerie, Berlin[22]
- 2020: Footnote 14: Angel of History, Casa Sao Roque – Centro de Arte, Porto (PRT)[23]
- 2021: Studio Bosporus, Kunstraum Kreuzberg, Berlin[24]
- 2021: Biennale für Freiburg, Freiburg[25]
- 2022: Modebilder – Kunstkleider, Berlinische Galerie, Berlin[26]
- 2022: Die Lust an der Zeichnung (Kat.), Hospitalhof Stuttgart, Die Lust an der Zeichnung  (Kat.)
- 2024: Das Cathrin Pichler Archiv von RPU-Artaud-001 bis DAV-Plakate-029, (Kat.) Exhibit Galerie, Wien[27]

## Publikationen (Auswahl)

### Monographische Publikationen und Herausgaben
- 2014: Patrizia Bach: benjamin-passagen.de, Neu-Herausgabe von Walter Benjamins Passagen-Werk in digitaler Form
- 2018: Patrizia Bach. Passagen-Arbeit, Zeichnungen zu Walter Benjamin und Paris-Stadtplan, zu Walter Benjamins Passagenwerk,[1] Berlin 2018, (Texte: Kathrin Busch, Knut Ebeling), Auszeichnung: Shortlist der schönsten Bücher Deutschlands, Stiftung Buchkunst 2018[28]
- 2021: Patrizia Bach: tomikoarchiv.de, Online-Publikation[29]
- 2024: Patrizia Bach: F105-Tomikoarchiv.de, Online-Publikation (Launch: Weserburg Museum für Moderne Kunst, Bremen)[30]

### Beteiligungen in Katalogen, Büchern und Magazinen
- 2014: ЕЛКА ВАЛЬТЕРА БЕНЬЯМИНА (Walter Benjamins Weihnachtsbaum), herausgegeben von NCCA, (Nationales Zentrum für zeitgenössische Kunst), Nizhny Novgorod, Russland (Kat.)
- 2016: Patrizia Bach: Zeichnungen zu Walter Benjamins Passagenarbeit / Kathrin Busch: Das Bild zur Lektüre. Zu den Zeichnungen von Patrizia Bach, in: Anderes Wissen, herausgegeben von Kathrin Busch, Merz Akademie Stuttgart, (Fink) Paderborn 2016; Seiten 146–187.
- 2017: Zeichensprachen. Zeichnerinnen und Zeichner aus Weißensee. Herausgegeben von Kathleen Krenzlin, Seiten 16/17; [Katalog zur gleichnamigen Ausstellung; Text: Stefan Koppelkamm und Christian Schiebe]. (Kat.)
- 2017: The Lost Diagrams of Walter Benjamin. Herausgegeben von Helen Clarke und Sharon Kivland, (Anagram Books) London/Berlin 2017, Seiten 40/41 [Essays von Helen Clarke, Sam Dolbear und Christian A. Wollin].
- 2018: LOTTE, Land Of The Temporary Eternity. Herausgegeben von Projektraum LOTTE, (LostBooks) Stuttgart 2018
- 2019: Arcade Materials – YELLOW: History and Temporality. Herausgegeben von Sam Dolbear und Hannah Proctor, London 2019
- 2020: Methods of Indirection: a Trialogue Between Patrizia Bach, Luis Berríos-Negrón, and Howard Eiland about Walter Benjamin and Translating „the Arcades Project“, in: JAR – Journal for Artistic Research
- 2021: Gezeichnete Stadt. Arbeiten auf Papier 1945 bis heute. Herausgegeben von Annelie Lütgens und Thomas Köhler, anlässlich der gleichnamigen Ausstellung in der Berlinischen Galerie, Köln (Wienand) 2020.
- 2021: Innigkeit – by Patrizia Bach & Regina Dürig, in: Lexicon for Untranslatable Cultural Practices – Jubilee Publication of „Akademie Schloss Solitude“, with an introduction by Elke aus dem Moore. Herausgegeben von Akademie Schloss Solitude, Elke aus dem Moore, Denise Helene Sumi. (Edition Solitude, Archive Books)
- 2022: Modebilder, Kunstkleider. Herausgegeben von Thomas Köhler und Annelie Lütgens, Berlinische Galerie, anlässlich der gleichnamigen Ausstellung, Köln (Wienand), 2022 (Kat.)
- 2022: Die Lust an der Zeichnung. Herausgegeben von Marie-Luise Zielonka, Hospitalhof Stuttgart, anlässlich der gleichnamigen Ausstellung, Stuttgart (tba.), 2022 (Kat.)
- 2024: Von den in den Felsspalten zahllos hausenden Schlangen, Künstlerinnenbuch als Beilage zu der Publikation Im Schlangenhain. Nella Serpentara, herausgegeben von Clara Herrmann und Anneka Metzger im Auftrag der Akademie der Künste, Berlin[31]
- 2024: Das Cathrin Pichler Archiv Von RPU-Artaud-001 bis DAV-Plakate-029, herausgegeben von Magdalena Stöger und Leon Hösl und der Akademie der bildenden Künste, Wien (Mark Pezinger Books) Wien[32]